# توماش یلینک
توماش یلینک (چکی: Tomáš Jelínek؛ زادهٔ ۲۹ آوریل ۱۹۶۲) بازیکن هاکی روی یخ اهل چکسلواکی بود.